# Antiblemma exhilarans
Antiblemma exhilarans là một loài bướm đêm trong họ Erebidae.